# Хајат амн ел џамахирија
Хајат амн ел џамахирија (Haiat amn al Jamahiriya) некадашња је главна обавјештајно-безбједносна агенција Либијске Џамахирије. На њеном челу се налазио Абдулах ел Сенуси, пашеног либијског вође Муамера ел Гадафија.
Од оснивања, служба се налазила у саставу Општег народног комитета за правду и унутрашњу безбједност, а касније у саставу Општег народног комитета за унутрашњу безбједност. Централна је обавјештајна служба од октобра 1992. године. Подијељена је на двије главне организационе цјелине: Унутрашњу безбједност (Ел амн ел ахили) и Спољашњу безбједност (Ел амн ел харији). Најпознатији шеф Спољашње безбједности био је Муса Куса, од 1994. до 2009. године.